# 賴辛 (伊利諾伊州)
賴辛（英語：Rising）是位於美國伊利諾伊州尚佩恩縣的一個非建制地區。該地的面積和人口皆未知。

## 地理
賴辛的座標為40°09′26″N 88°20′01″W / 40.15722°N 88.33361°W，而該地的平均海拔高度為224米（即735英尺）。